# Liste der Bodendenkmäler in Haidmühle
Auf dieser Seite sind die Bodendenkmäler in der niederbayerischen Gemeinde Haidmühle zusammengestellt. Diese Tabelle ist eine Teilliste der Liste der Bodendenkmäler in Bayern. Grundlage ist die Bayerische Denkmalliste, die auf Basis des Bayerischen Denkmalschutzgesetzes vom 1. Oktober 1973 erstmals erstellt wurde und seither durch das Bayerische Landesamt für Denkmalpflege geführt wird. Die folgenden Angaben ersetzen nicht die rechtsverbindliche Auskunft der Denkmalschutzbehörde.

## Bodendenkmäler in Haidmühle
| Lage       | Objekt                                                                                | Akten-Nr.     | Bild |
| ---------- | ------------------------------------------------------------------------------------- | ------------- | ---- |
| (Standort) | Teilabschnitt des Prachatitzer Zweiges des mittelalterlich-frühneuzeitlichen Altweges | D-2-7148-0001 |      |
| (Standort) | Untertägige Befunde der späten Neuzeit                                                | D-2-7148-0005 |      |
| (Standort) | Untertägige Befunde der späten Neuzeit im Bereich des Weilers Schwarzenthal           | D-2-7148-0007 |      |
| (Standort) | Siedlung des späten Mittelalters und der frühen Neuzeit.                              | D-2-7148-0009 |      |
| (Standort) | Frühneuzeitliche Mühlenwüstung Haberau.                                               | D-2-7148-0015 |      |
| (Standort) | Frühneuzeitliche Dorfwüstung Leopoldsreut.                                            | D-2-7148-0016 |      |
| (Standort) | Untertägige Befunde der frühen Neuzeit im Bereich der Kath. Kirche St. Johann Nepomuk | D-2-7148-0017 |      |
| (Standort) | Teilabschnitt des Prachatitzer Zweiges des mittelalterlich-frühneuzeitlichen Altweges | D-2-7148-0021 |      |
| (Standort) | Teilabschnitt des Prachatitzer Zweiges des mittelalterlich-frühneuzeitlichen Altweges | D-2-7148-0022 |      |
| (Standort) | Spätmittelalterlich-frühneuzeitliches Goldseifenhügelfeld.                            | D-2-7148-0028 |      |
| (Standort) | Untertägige Befunde der frühen Neuzeit einer abgegangenen Glashütte.                  | D-2-7248-0031 |      |